# کشته‌شدن مائده جوانفر
مائده جوانفر (کشته‌شده ۳ آبان ۱۴۰۱، رشت) پرستار ۲۸ سالهٔ ایرانی بود که در جریان خیزش ۱۴۰۱ ایران توسط جمهوری اسلامی کشته شد.

## تهدید حکومت
نیروهای امنیتی فقط به شرط آنکه اعلام کشته‌شدن مائده جوان‌فر در تصادف، پیکر مائده را برای خاک‌سپاری به خانواده‌اش تحویل دادند. اساساً مسئولان حکومت جمهوری اسلامی دلیل کشته‌شدن معترضان را خودکشی، بیماری زمینه‌ای، گاز گرفتن سگ… و حتی شلیک معترضان به یکدیگر اعلام می‌کنند.